# Rhopalicus guttatus
Rhopalicus guttatus är en stekelart som först beskrevs av Julius Theodor Christian Ratzeburg 1844.  Rhopalicus guttatus ingår i släktet Rhopalicus och familjen puppglanssteklar. Arten är reproducerande i Sverige. Inga underarter finns listade i Catalogue of Life.